# 山东国际金融中心
山東國際金融中心是位於中國山東省濟南市興建中的一座摩天大樓，建築於2018年動工，2021年曾停工，再次動工後於2025年封頂。總高度428公尺，88層樓。